# Gardar Svavarsson
Gardar Svavarsson was een Deens ontdekkingsreiziger. Hij was een van de drie Vikingen die erin slaagde om IJsland te bereiken tussen 860 en 870. Op deze manier heeft hij de weg vrijgemaakt voor Erik de Rode om Groenland te ontdekken en voor Bjarni Herjolfsson die Noord-Amerika bereikte.
Gardar Svavarsson was niet de eerste man die IJsland bereikte. Dit was de zeevaarder Naddod die het eiland rond 860 bereikte, even aan land ging maar vaststelde dat er amper leven was. Daarom vertrok Naddod ook snel weer.
Sommige bronnen vermelden dat Svavarsson daarentegen de eerste was die het eiland ontdekte, bijvoorbeeld volgens de Landnámabók. Dit is een tekst die de kolonisatie van IJsland beschrijft. Volgens deze tekst stootte Svavarsson puur toevallig op het eiland. Waarschijnlijker is dat de zeevaarder de verhalen van Naddod had gehoord en wat ondernemender was.
Gardar Svavarsson was afkomstig uit Denemarken waar hij wat land bezat. Hij was getrouwd met een meisje uit de Hebriden. In 860 voer Svavarsson eropuit om de erfenis van zijn schoonvader op te halen in de Hebriden. Een storm stuurde hem echter noordwaarts tot nabij IJsland. Volgens enkele bronnen vond hij er een monniksstaf, boeken en andere bewijzen dat Ierse monniken zich ooit op het eiland gevestigd hadden. De zeevaarder volgde de kustlijn tot het noorden. Tijdens de winter bouwden hij en zijn mannen enkele huizen om de winter te overleven: Husavik (letterlijk: huis in de baai). Dit werd de eerste nederzetting op IJsland. De eerste kolonist van het eiland was waarschijnlijk Ingolf, aangemoedigd door het positieve verslag van Gardar.
Na de winter voer Svavarsson verder, waarmee hij bewees dat IJsland een eiland was. Bij zijn terugkomst in Denemarken doopte hij het land naar zichzelf: Gardarsholm. Veel informatie is er niet terug te vinden over zijn leven na het omvaren van IJsland. We weten wel dat meerdere mannen het eiland voor zich probeerden te winnen, onder anderen Uni Danski voor Noorwegen. In 870 kwamen er meer vestigingen en in 930 was IJsland een onafhankelijke staat.